# Conférence impériale (Japon)
Pour les articles homonymes, voir Conférence impériale.

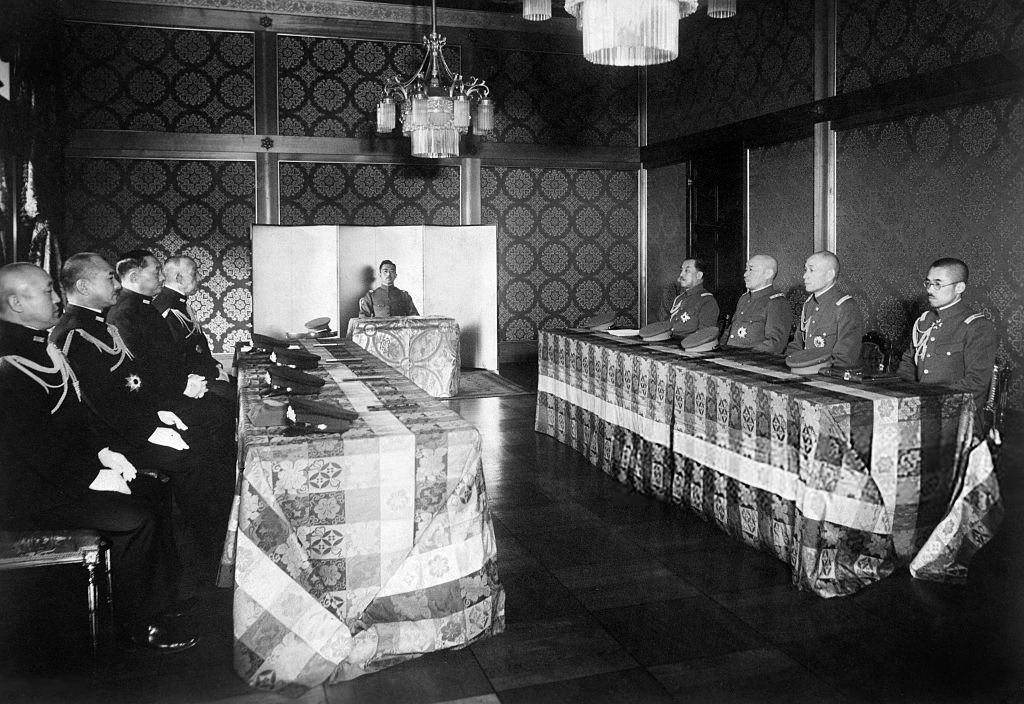
Conférence impériale du 1er janvier 1945.

La conférence impériale (御前会議, Gozen kaigi, lit. « conférence devant le visage noble ») était un conseil extraconstitutionnel réuni dans l'empire du Japon pour discuter des questions importantes de la politique étrangère. L'empereur du Japon assistait à cette conférence.

## Histoire et contexte

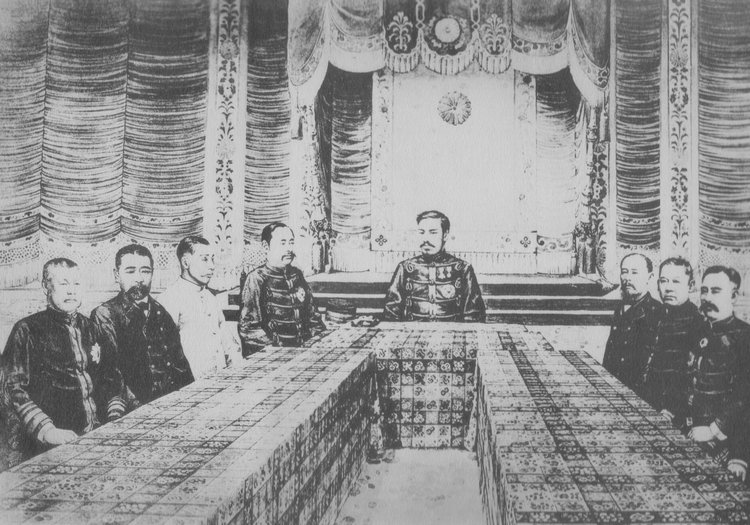
L'empereur Meiji assiste à un Gozen Kaigi au siège impérial d'Hiroshima avant la guerre sino-japonaise

Après la promulgation de la constitution Meiji, les affaires quotidiennes du gouvernement de Meiji furent menées par un cabinet avec l'empereur pour chef d'État et le Premier ministre pour aide de ce dernier.
Cependant, sur les sujets essentiels, des conférences extra-constitutionnelles étaient réunies pour obtenir l'approbation impériale finale des actions à entreprendre et qui avaient déjà été décidées par le gouvernement civil, par les doyens de la politique (genrō) et/ou les autorités militaires lors des conférences de liaison (Renraku kaigi). En tant que souverain, l'empereur assistait aux discussions mais n'intervenait jamais en raison du protocole. Il était impensable que l'empereur soit en désaccord avec les décisions de la conférence impériale.
Les membres de la conférence impériale étaient généralement (en plus de l'empereur lui-même) : 
- le Premier ministre
- le ministre des Affaires étrangères
- le ministre des Finances
- le président du conseil de planification
- le ministre de la Guerre
- le ministre de la Marine
- le chef de l'État-major de l'armée
- le chef de l'État-major de la marine

Des communiqués de presse étaient généralement émis après chaque conférence, en précisant les personnes présentes et si une décision avait fait l'unanimité.
La première conférence impériale fut convoquée juste avant la guerre sino-japonaise (1894-1895). D'autres furent tenues avant la guerre russo-japonaise, l'entrée dans la Première Guerre mondiale, la signature du pacte tripartite, plusieurs fois durant la guerre sino-japonaise (1937-1945) et les 6 septembre, 5 novembre et 1er décembre 1941, avant l'attaque de Pearl Harbor.
L'empereur intervint toutefois dans le débat à deux reprises : le 6 septembre 1941 et lors de la dernière conférence du 9 août 1945, durant laquelle furent acceptés les termes de la déclaration de Potsdam. Durant cette dernière session, il mit fin à un blocage des discussions en approuvant personnellement la capitulation à une condition, la préservation du kokutai (identité nationale), « avec l'entente que la dite déclaration ne remettait pas en cause le rôle de sa Majesté comme souverain ».

## Source de la traduction
- (en) Cet article est partiellement ou en totalité issu de l’article de Wikipédia en anglais intitulé « Gozen Kaigi » (voir la liste des auteurs).